# Rock Star
Rock Star és una comèdia dramàtica estatunidenca de Stephen Herek estrenada l'any 2001. Ha estat doblada al català

## Argument
Chris Cole és fan del grup de heavy metal Steel Drac. Una vegada acabades les seves jornades de treball ell gaudeix plenament de la seva passió actuant en el grup de rock que ha creat en homenatge als seus ídols. Però mentre l'atmosfera del grup es degrada a poc a poc Chris rep una oferta del guitarrista dels Steel Drac per reemplaçar el cantant del grup. Comença llavors per a Chris una nova vida, lluny de la monotonia on els diners, la droga, les noies, la festa prenen lloc a temps sencer a costa de l'amistat dels seus companys i de l'amor d'Emily (Jennifer Aniston).
Aquest film està inspirat en una història real, la de Tim "Ripper" Owens, fan de Judas Priest i convertit en cantant del grup després de la sortida de Rob Halford.

## Repartiment
- Mark Wahlberg: Chris Cole
- Jennifer Aniston: Emily Poule
- Jason Flemyng: Bobby Beers
- Timothy Olyphant: Rob
- Timothy Spall: Mats
- Dominic West: Kirk Cuddy
- Jason Bonham: A.C.
- Jeff Pilson: Jorgen
- Matthew Glave: Joe Cole
- Zakk Wylde: Ghode
- Blas Elias: Donny Johnson
- Nick Catanese: Xander Cummins
- Brian Vander Ark: Ricki Bell
- Dagmara Dominczyk: Tania Asher
- Michael Shamus Wiles: Mr. Cole

## Steel Drac
El grup inclou diferents artistes de talent i un actor que fa el paper de cantant del grup.
Hi ha també músics addicionals que donen la seva contribució per a l'escriptura de les cançons.
- Zakk Wylde - Guitarrista "Ghode" (Realitat: líder de Black Etiqueta Society)
- Jeff Pilson - Baixista "Jörgen" (Realitat: Bassiste de Foreigner)
- Jason Bonham - Bateria "A.C."
- Jason Flemyng (Actor) - Cant "Bobby Beers"
- Jeff Scott Soto - Cant "Bobby Beers"
- Mark Wahlberg (Actor) - Cant "Chris 'Izzy' Cole"
- Michael Matijevic - Cant "Chris 'Izzy' Cole" (Realitat: Cantant de Steelheart)
- Dominic West (Actor) - Guitarrista "Kirk Cuddy"

### Músics addicionals
- Guy Pratt (Baix)
- Brian McLeod (Bateria)
- Myles Kennedy (Cant) - "Thor" (Steel Drac)
- Blas Elias (Bateria) - "Donny Johnson" (Blood Pollution)
- Nick Catanese (Guitarra) - "Xander Cummins" (Blood Pollution)
- Brian Vander Ark (Baix, cant) - "Ricki Bell" (Blood Pollution)
- Timothy Olyphant (Actor - Guitarra, cant) - "Rob Malcolm" (Blood Pollution)

### Discografia
- Lubricator (2001)

1. Steel Dragon - Blood Pollution (Twiggy Ramirez)
2. Steel Dragon - Crown Of Falsehood (Zakk Wylde)
3. Steel Dragon - Reckless (Kane Roberts, Mike Slamer & Jimmy Tavis)
4. Steel Dragon - We All Die Young (Michael Matijevic & Ken Kanowski)
5. Steel Dragon - Livin' the Life (I Was Born to Live) (Peter Beckett & Steve Plunkett)
6. Steel Dragon - Desperate Hearts (Jeff Pilson)
7. Steel Dragon & Blood Pollution - Long Live Rock 'n' Roll (Ritchie Blackmore & Ronnie James Dio)
8. Steel Dragon & Blood Pollution - Stand Up (Sammy Hagar)
9. Steel Dragon & Blood Pollution - Wasted Generation (Desmond Child, A. Allen & J. Allen)

## Crítica
- "Fàcilment una de les pel·lícules de gran pressupost de Hollywood que més es pot gaudir en molt temps, 'Rock Star' és un inesperat gaudi."[3]
- "Al final de la pel·lícula confesso que sí, té bones interpretacions i l'època està ben ambientada, però el film no em convenç transmetent les sensacions i el sabor de les seves experiències. (...) Puntuació: ★★½ (sobre 4)"[4]